# جوامع اوکراینی دور از وطن

نقشه پراکندگی جمعیت اوکراینی در سراسر جهان.
اوکراین
+ ۱٬۰۰۰٬۰۰۰
+ ۱۰۰٬۰۰۰
+ ۱۰٬۰۰۰
+ ۱٬۰۰۰

جوامع اوکراینی دور از وطن یا دیاسپورای اوکراینی (به انگلیسی: Ukrainian Diaspora) متشکل از اوکراینی‌ها و نوادگانشان است که در خارج از اوکراین در سراسر جهان زندگی می‌کنند، به ویژه کسانی که نوعی ارتباط، حتی اگر زودگذر، با سرزمین اجداد خود حفظ می‌کنند و احساس هویت ملی اوکراینی خود را در جامعهٔ محلی خود حفظ می‌کنند. جمعیت اوکراینی دور از وطن در مناطق متعددی در سراسر جهان از جمله سایر کشورهای پساشوروی، اروپای مرکزی و قاره آمریکا یافت می‌شوند.

## پراکندگی
| کشور                | جمعیت      | %    |
| ------------------- | ---------- | ---- |
| آرژانتین            | ۳۰۵٬۰۰۰    | ۰/۷  |
| بلاروس              | ۱۵۹٬۶۵۶    | ۱/۷  |
| برزیل               | ۶۰۰٬۰۰۰    | ۰/۳  |
| کانادا              | ۱٬۳۵۹٬۶۵۵  | ۳/۹  |
| جمهوری چک           | ۱۳۱٬۷۰۹    | ۱/۲  |
| آلمان               | ۲۷۲٬۰۰۰    | ۰/۳  |
| ایتالیا             | ۲۳۴٬۳۵۴    | ۰/۴  |
| فرانسه              | ۲۲۰٬۶۷۹    | ۰/۲  |
| قزاقستان            | ۳۳۸٬۰۲۲    | ۱/۸  |
| مولدووا             | ۴۴۲٬۴۷۵    | ۱۱/۲ |
| لهستان              | ۱٬۲۰۰٬۰۰۰  | ۳/۱  |
| پرتغال              | ۴۵٬۰۵۱     | ۰/۴  |
| رومانی              | ۵۱٬۷۰۳     | ۰/۳  |
| روسیه               | ۳٬۲۶۹٬۹۹۲  | ۲/۳  |
| اسپانیا             | ۱۱۲٬۰۳۴    | ۱/۱  |
| اوکراین             | ۳۷٬۵۴۱٬۶۹۳ | ۷۷/۵ |
| ایالات متحده آمریکا | ۱٬۰۲۸٬۴۹۲  | ۰/۳  |

جمعیت اوکراینی دور از وطن در بسیاری از کشورهای جهان یافت می‌شوند. به ویژه در سایر کشورهای استقلال یافتهٔ پس از فروپاشی شوروی (بلاروس، قزاقستان، مولداوی و روسیه)، اروپای مرکزی (جمهوری چک، آلمان و لهستان)، و آمریکای شمالی (کانادا و ایالات متحدهٔ آمریکا) و آمریکای جنوبی (آرژانتین و برزیل) متمرکز شده‌اند.

## تاریخچه

#### ۱۶۰۸ تا ۱۸۸۰ میلادی
پس از شکستی که اتحاد اوکراینی-سوئدی به رهبری ایوان مازپا (Ivan Mazepa) در جنگ پلتاوا در سال ۱۷۰۹ میلادی متحمل شد، برخی از مهاجران سیاسی، عمدتاً کازاک‌ها، در ترکیه و در اروپای غربی ساکن شدند.
در سال ۱۷۷۵ میلادی، پس از سقوط زاپوروژیان سیچ (Zaporozhian Sich) به امپراتوری روسیه، برخی دیگر از کازاک‌ها به دوبروجا در امپراتوری عثمانی (اکنون در رومانی) مهاجرت کردند، در حالی که برخی دیگر در مناطق ولگا و اورال امپراتوری روسیه ساکن شدند.
در نیمهٔ دوم قرن هجدهم، اوکراینی‌های منطقهٔ فراسوی کارپات، شهرک‌های کشاورزی را در پادشاهی مجارستان، عمدتاً در مناطق باچکا (Bačka) و سیرمیا (Syrmia) تشکیل دادند. هر دو اکنون در منطقهٔ وویوودینا جمهوری صربستان واقع شده‌اند.
با گذشت زمان، سکونتگاه‌های اوکراینی در پایتخت‌های اصلی اروپا از جمله وین، بوداپست، رم و ورشو پدید آمدند.
در سال ۱۸۸۰ میلادی، جمعیت دور از وطن اوکراینی تقریباً ۱/۲ میلیون نفر را تشکیل می‌داد که تقریباً ۴/۶٪ از کل اوکراینی‌ها را تشکیل می‌داد و به شرح زیر توزیع شد:
- ۰/۷ میلیون نفر در بخش اروپایی امپراتوری روسیه.
- ۰/۲ میلیون نفر در اتریش-مجارستان.
- ۰/۱ میلیون نفر در بخش آسیایی امپراتوری روسیه.
- ۰/۱ میلیون نفر در ایالات متحدهٔ آمریکا.

#### ۱۸۸۰ تا ۱۹۲۰ میلادی

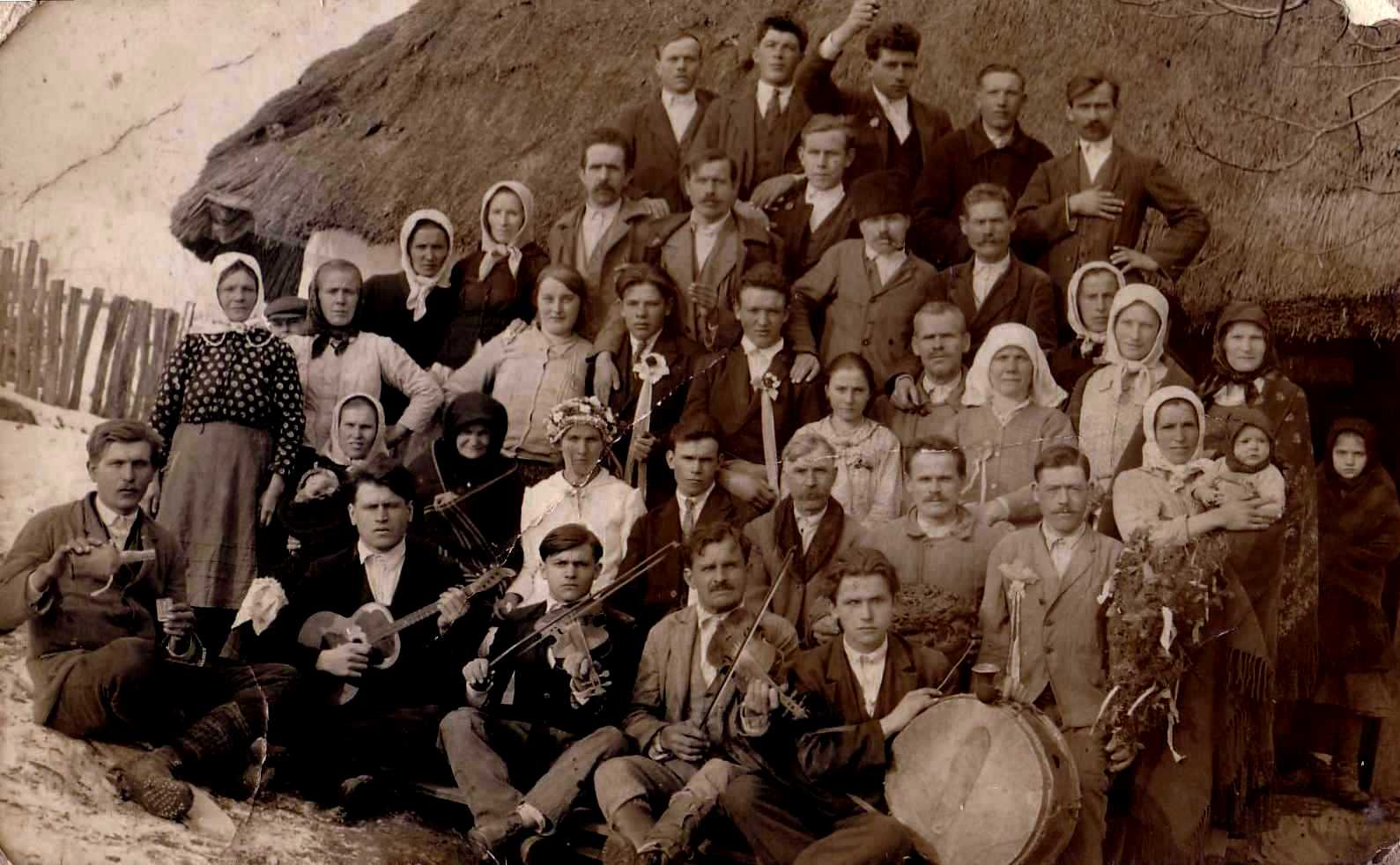
اوکراینی‌ها در سلطنت اتریش-مجارستان، ۱۸۹۰ میلادی، پرنیاور مدرن، بوسنی و هرزگوین

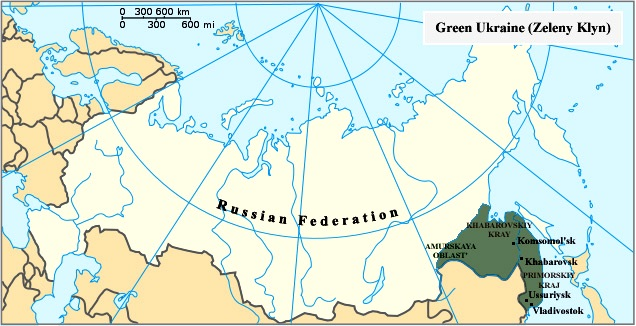
اوکراین سبز - نام تاریخی اوکراینی سرزمین در منطقه خاور دور روسیه

در ربع آخر قرن نوزدهم به دلیل توزیع مجدد مالکیت اراضی، مهاجرت گستردهٔ اوکراینی‌ها از اتریش-مجارستان به قارهٔ آمریکا و از امپراتوری روسیه به اورال و آسیا (سیبری و قزاقستان) رخ داد.
جنبش ثانویهٔ مهاجرت تحت نظارت دولت اتریش-مجارستان متشکل از ۱۰/۰۰۰ اوکراینی از گالیسیا به بوسنی بود.
علاوه بر این، به دلیل تحریک روسیه، ۱۵۰۰۰ اوکراینی گالیسیا و بوکوفینا را ترک کردند و در روسیه ساکن شدند. بیشتر این مهاجران بعداً بازگشتند.
سرانجام در امپراتوری روسیه، برخی از اوکراینی‌های نواحی خه‌اوم و پودلاسکی و همچنین بیشتر یهودیان به قارهٔ آمریکا مهاجرت کردند.
برخی از کسانی که وطن خود را ترک کردند، بازگشتند. به عنوان مثال، از ۳۹۳/۰۰۰ اوکراینی که به ایالات متحدهٔ آمریکا مهاجرت کردند، ۷۰/۰۰۰ نفر بازگشتند.
بیشتر مهاجران به ایالات متحدهٔ آمریکا در صنایع ساختمانی و معدنی کار می‌کردند. بسیاری از آنها به‌طور موقت در ایالات متحدهٔ آمریکا کار می‌کردند تا حواله دریافت کنند.
در دههٔ ۱۸۹۰ میلادی، مهاجران کشاورزی اوکراین ابتدا به برزیل و آرژانتین مهاجرت کردند. با این حال، نوشته‌های استاد گالیسیایی و ملی‌گرا، دکتر جوزف اولسکیو در هدایت مجدد آن جریان به کانادا تأثیرگذار بود. او از یک سکونتگاه بلوکی اوکراینی که قبلاً توسط ایوان پیلیپیو (Iwan Pylypiw) تأسیس شده بود، بازدید کرد و با مقامات مهاجرت کانادا ملاقات کرد. دو جزوهٔ او دربارهٔ این موضوع، ایالات متحدهٔ آمریکا را به عنوان مکانی برای کار مزدی تمجید می‌کردند، اما بیان می‌کردند که کانادا بهترین مکان برای مهاجران کشاورزی برای به دست آوردن زمین رایگان است. در مقابل، او به شدت از رفتار با مهاجران اوکراینی در آمریکای جنوبی انتقاد می‌کرد. پس از نوشته‌های او، گسترش آهستهٔ اوکراینی‌ها به کانادا به شدت افزایش یافت.
قبل از شروع جنگ جهانی اول، تقریباً ۵۰۰/۰۰۰ اوکراینی به قارهٔ آمریکا مهاجرت کردند. این امر را می‌توان بر اساس فراوانی در کشورها به صورت زیر تقسیم کرد:
- به ایالات متحدهٔ آمریکا: تقریباً ۳۵۰/۰۰۰ نفر
- به کانادا: تقریباً ۱۰۰/۰۰۰ نفر
- به برزیل و آرژانتین: تقریباً ۵۰/۰۰۰ نفر

در سال ۱۹۱۴ میلادی، جامعهٔ اوکراینی دور از وطن در قارهٔ آمریکا حدود ۷۰۰/۰۰۰ تا ۷۵۰/۰۰۰ نفر بود که به شرح زیر است:
- ۵۰۰/۰۰۰ تا ۵۵۰/۰۰۰ نفر در ایالات متحدهٔ آمریکا
- تقریباً ۱۰۰/۰۰۰ نفر در کانادا
- تقریباً ۵۰/۰۰۰ نفر در برزیل
- ۱۵/۰۰۰ تا ۲۰/۰۰۰ نفر در آرژانتین

بیشتر مهاجران به قارهٔ آمریکا متعلق به کلیسای کاتولیک یونان بودند. این امر منجر به ایجاد اسقف‌های یونانی کاتولیک در کانادا و ایالات متحده آمریکا شد. نیاز به همبستگی منجر به ایجاد تشکیلات مذهبی، سیاسی و اجتماعی اوکراینی شد. این تشکیلات جدیدِ اوکراینی، پیوندهایی با میهن داشتند که به این واسطه از آنجا کتاب‌ها، رسانه‌ها، کشیشان، شخصیت‌های فرهنگی و ایده‌های جدید وارد شدند. علاوه بر این، نفوذ محلی، و همچنین نفوذ سرزمین مادری، منجر به روند یک بیداری مجدد ملی شد. در برخی مواقع، دیاسپورا (جامعهٔ دور از وطن) در این بیداری مجدد از زمان خود جلوتر بود.
مهاجران از مناطق فراسوی کارپات و لمکو تشکیلات خود را ایجاد کردند و سلسله مراتب کلیسای کاتولیک یونانی جداگانهٔ خود را داشتند (کلیسای کاتولیک روتنی). این مهاجران اغلب روسین‌ها یا روتنی‌ها در نظر گرفته می‌شوند و برخی آنها را متمایز از سایر اوکراینی‌ها می‌دانند؛ با این حال در آرژانتین و برزیل، مهاجران از مناطق فراسوی کارپات و لمکو خود را اوکراینی معرفی می‌کردند.
اکثریت دیاسپورای (جامعهٔ دور از وطن) اوکراینی در قارهٔ آمریکا بر آزادی کشور و کسب استقلال تمرکز داشتند؛ بنابراین، در طول جنگ جهانی اول و مبارزه برای آزادی در اوکراین (۱۹۲۰–۱۹۱۹ میلادی)، دیاسپورای اوکراینی در ایالات متحده آمریکا و کانادا فعالانه به دنبال جلب حمایت دولت‌ها از آرمان خود بودند. نکتهٔ جالب نقش روتنی‌ها برای متقاعد کردن دولت ایالات متحدهٔ آمریکا در مورد گنجاندن منطقهٔ فراسوی کارپات به جمهوری چکسلواکی در سال ۱۹۱۹ میلادی است؛ دیاسپورای اوکراین نمایندگانی را به کنفرانس صلح پاریس فرستاد.
از سوی دیگر، دیاسپورای اوکراینی در امپراتوری روسیه، و به ویژه در آسیا، عمدتاً کشاورزی بود. پس از سال ۱۸۶۰ میلادی، دیاسپورا عمدتاً در مناطق ولگا و اورال قرار داشت، در حالی که در ربع آخر آن قرن، به دلیل کمبود فضا برای اسکان، دیاسپورا به سیبری غربی، ترکستان، خاور دور و حتی در منطقهٔ زلنی کلین (اوکراین سبز) گسترش یافت. در سرشماری امپراتوری روسیه در سال ۱۸۹۷ میلادی، ۱/۵۶۰/۰۰۰ اوکراینی به شرح زیر تقسیم شدند:
- در بخش اروپایی امپراتوری: ۱/۲۳۲/۰۰۰ نفر.
  - در ولگا و اورال: ۳۹۳/۰۰۰ نفر.
  - در بخش‌های غیر اوکراینی (از نظر قوم‌نگاری) مناطق کورسک و وورونژ: ۲۳۲/۰۰۰ نفر.
  - حدود ۱۵۰/۰۰۰ نفر در بیسارابیا.
- در بخش آسیایی امپراتوری: ۳۱۱/۰۰۰ نفر.
  - در منطقهٔ قفقاز: ۱۱۷/۰۰۰ نفر.

در دهه‌های بعدی، مهاجرت اوکراینی‌ها به آسیا افزایش یافت (تقریباً ۱/۵ میلیون اوکراینی مهاجرت کردند)، به طوری که در سال ۱۹۱۴ میلادی تقریباً ۲ میلیون اوکراینی در بخش آسیایی امپراتوری روسیه وجود داشت. در تمام امپراتوری روسیه، جمعیت دور از وطن اوکراینی بالغ بر ۳/۴ میلیون نفر بود. اکثر این جمعیت به دلیل عدم آگاهی ملی و نزدیکی با جمعیت محلیِ روسیه به ویژه در زمینهٔ مذهبی جذب شده بودند.
بر خلاف مهاجران اتریش-مجارستان، مهاجران اوکراینی در امپراتوری روسیه نه تشکیلات خود را ایجاد کردند و نه تعاملات زیادی با سرزمین خود داشتند. تنها، انقلاب ۱۹۱۷ میلادی اجازهٔ ایجاد تشکیلات اوکراینی را داد که با تولد دوبارهٔ ملی و سیاسی در اوکراین مرتبط بود.

#### ۱۹۲۰ تا ۱۹۴۵ میلادی

###### اولین مهاجرت بزرگ سیاسی
جنگ جهانی اول و جنگ داخلی روسیه منجر به اولین مهاجرت گسترده سیاسی شد که با القای اعضایی با پیشینه‌های سیاسی، علمی و فرهنگی، جوامع موجود اوکراینی را تقویت کرد. علاوه بر این، برخی از این مهاجران جدید جوامع اوکراینی را در اروپای غربی و مرکزی تشکیل دادند. بدین ترتیب جوامع جدیدی در چکسلواکی، آلمان، لهستان، فرانسه، بلژیک، اتریش، رومانی و یوگسلاوی ایجاد شدند. بزرگترین آنها در پراگ بود که یکی از مراکز فرهنگ و زندگی سیاسی اوکراینی (پس از لویو و کراکوف) به حساب می‌آمد.
این گروه از مهاجران سازمان‌ها و جنبش‌های مختلفی را در ارتباط با گروه‌های مربوطه در نبرد برای استقلال ایجاد کردند. چند دانشگاه اوکراین تأسیس شد. علاوه بر این، بسیاری از این سازمان‌ها با دولت تبعیدی اوکراین، جمهوری خلق اوکراین مرتبط بودند.
در طول دههٔ ۱۹۲۰ میلادی، جامعهٔ دور از وطنِ جدید ارتباط خود را با اوکراین شوروی حفظ کرد. جنبش شوروی دوستی ظاهر شد که در آن مخالفان سابق بلشویک‌ها شروع به استدلال کردند که اوکراینی‌ها باید از اوکراین شوروی حمایت کنند. برخی استدلال می‌کردند که باید این کار را انجام دهند زیرا جمهوری‌های شوروی رهبران انقلاب بین‌المللی بودند، در حالی که برخی دیگر ادعا کردند که سیاست‌های اجتماعی و ملی بلشویک‌ها به نفع اوکراین است. این جنبش شامل میخائیل گروشوسکی، ولدیمیر ویننیچنکو و یوهن پتروشویچ بود. بسیاری از مهاجران، به عنوان مثال میخائیل گروشوسکی، بازگشتند و به بلشویک‌ها کمک کردند تا سیاست اوکراینی کردن خود را اجرا کنند. با این حال، کنار گذاشتن اوکراینی‌سازی، بازگشت به جمع‌سازی و قحطی خودساختهٔ ۱۹۳۳–۱۹۳۲ میلادی به این گرایش پایان داد. بسیاری از پیوندها، به استثنای برخی از سازمان‌های شوروی دوست در کانادا و ایالات متحدهٔ آمریکا، شکسته شدند.
از سوی دیگر، جامعهٔ دور از وطن کانادایی و آمریکایی با جامعهٔ اوکراینی در گالیسیا و منطقهٔ فراسوی کارپات ارتباط برقرار کردند.
مهاجرت سیاسی در اواسط دههٔ ۱۹۲۰ میلادی به دلیل بازگشت به وطن و کاهش دانشجویانی که در دانشگاه‌های اوکراین تحصیل می‌کردند کاهش یافت.

#### مهاجرت اقتصادی
در سال‌های ۱۹۲۱–۱۹۲۰ میلادی، اوکراینی‌ها، غرب اوکراین را ترک کردند تا در قارهٔ آمریکا و اروپای غربی ساکن شوند. اکثر مهاجران در آرژانتین، برزیل، اروگوئه، پاراگوئه، فرانسه، بریتانیا و بلژیک مستقر شدند. بحران اقتصادی اوایل دههٔ ۱۹۳۰ میلادی بیشتر رویهٔ مهاجرت را متوقف کرد. بعداً میزان مهاجرت بالا گرفت. تعداد مهاجران را می‌توان به صورت تقریبی در نظر گرفت:
- به کانادا: تقریباً ۷۰/۰۰۰ اوکراینی.
- به آرژانتین: ۵۰/۰۰۰ اوکراینی.
- به فرانسه: ۳۵/۰۰۰ اوکراینی.
- به ایالات متحدهٔ آمریکا: ۱۵/۰۰۰ اوکراینی.
- به برزیل: ۱۰/۰۰۰ اوکراینی.
- به پاراگوئه و اروگوئه: چند هزار اوکراینی.

علاوه بر این، بسیاری از اوکراینی‌ها به دلیل عوامل سیاسی و اقتصادی، عمدتاً تجمیع‌سازی و قحطیِ سال ۱۹۲۰ میلادی، جمهوری شوروی سوسیالیستی اوکراین را ترک کردند و در آسیا ساکن شدند.

#### اندازه
دیاسپورای اوکراین، خارج از اتحاد جماهیر شوروی، حدوداً میان ۱/۷ تا ۱/۸ میلیون نفر بود که بر اساس مکان به شرح زیر تقسیم می‌شد:
- در قارهٔ آمریکا:
  - در ایالات متحدهٔ آمریکا: ۸۰۰–۷۰۰ هزار اوکراینی.
  - در کانادا: ۲۵۰ هزار اوکراینی.
  - در آرژانتین: ۲۲۰ هزار اوکراینی.
  - در برزیل: ۸۰ هزار اوکراینی.
- در اروپای غربی و مرکزی:
  - در مولداوی: ۳۵۸ هزار اوکراینی.
  - در لهستان: ۱۰۰ هزار اوکراینی.
  - در فرانسه: ۴۰ هزار اوکراینی.
  - در یوگسلاوی: ۴۰ هزار اوکراینی.
  - در چکسلواکی: ۳۵ هزار اوکراینی.
  - در کشورهای دیگر: ۲۰–۱۵ هزار اوکراینی.

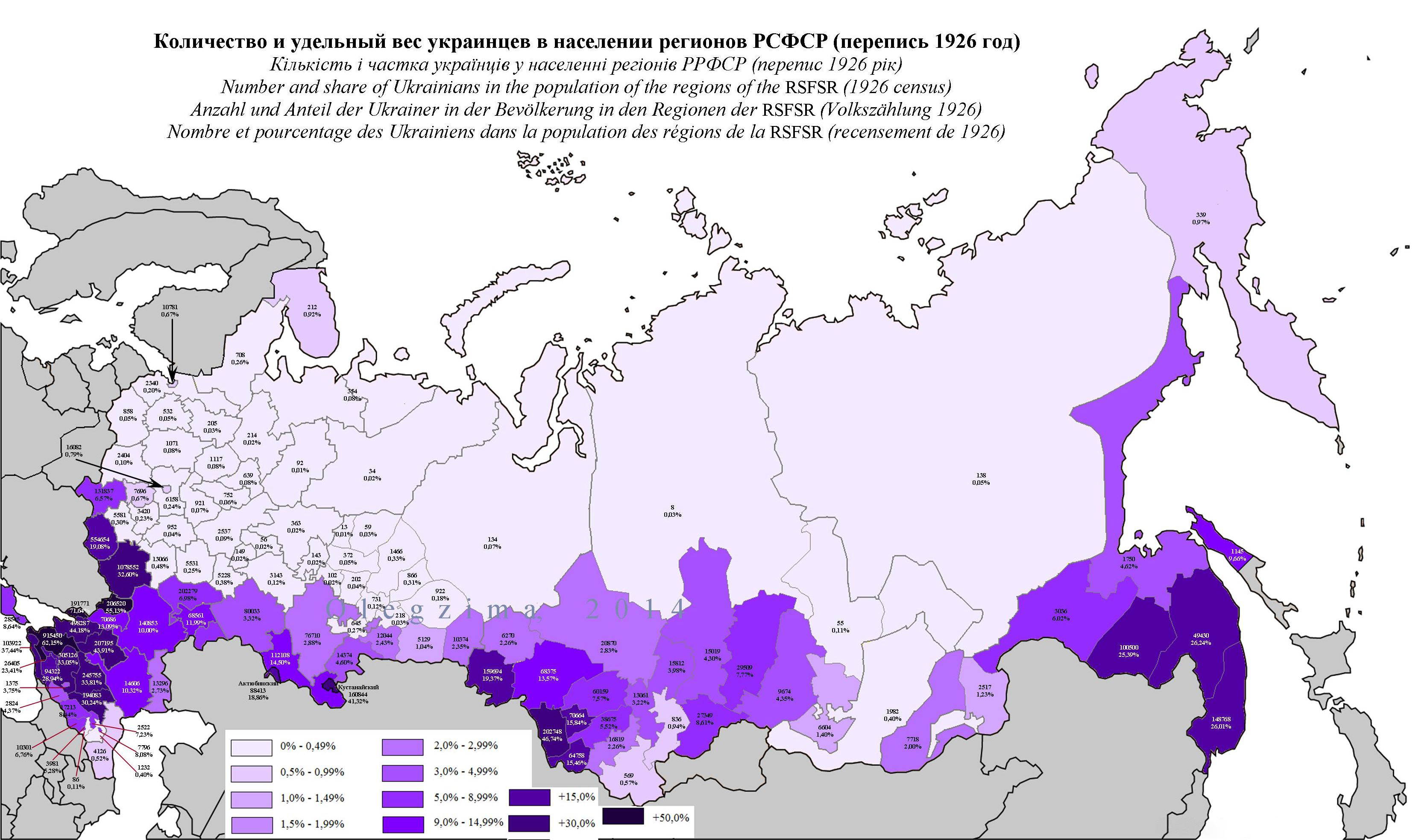
تعداد و سهم اوکراینی‌ها در جمعیت مناطق آراس‌اف‌اس‌آر (RSFSR) (سرشماری ۱۹۲۶ میلادی)

بر اساس سرشماری شوروی در سال ۱۹۲۶ میلادی، ۳/۴۵۰/۰۰۰ اوکراینی در خارج از جمهوری شوروی سوسیالیستی اوکراین زندگی می‌کردند که به شرح زیر تقسیم می‌شوند:
- در بخش اروپایی اتحاد جماهیر شوروی: ۱/۳۱۰/۰۰۰ اوکراینی.
  - ۲۴۲/۰۰۰ اوکراینی در زمین‌های همسایه با قلمرو قومی اوکراین زندگی می‌کنند.
  - ۷۷۱/۰۰۰ اوکراینی در مناطق ولگا و اورال.
- در بخش آسیایی اتحاد جماهیر شوروی: ۲/۱۳۸/۰۰۰ اوکراینی.
  - ۸۶۱/۰۰۰ اوکراینی در قزاقستان.
  - ۸۳۰/۰۰۰ اوکراینی در سیبری.
  - ۳۱۵/۰۰۰ اوکراینی در خاور دور.
  - ۶۴/۰۰۰ اوکراینی در قرقیزستان.
  - ۳۳/۰۰۰ اوکراینی در جمهوری آسیای مرکزی.
  - ۳۵/۰۰۰ اوکراینی در منطقهٔ قفقاز.

در سیبری اکثریت قریب به اتفاق اوکراینی‌ها در منطقهٔ آسیای مرکزی و در زلنی کلین (اوکراین سبز) زندگی می‌کردند. در ۱ ژانویهٔ ۱۹۳۳ میلادی، حدود ۴/۵ میلیون اوکراینی (بزرگتر از ارقام رسمی) در اتحاد جماهیر شوروی خارج از جمهوری شوروی سوسیالیستی اوکراین وجود داشت؛ در حالی که در آمریکا ۱/۲–۱/۱ میلیون اوکراینی وجود داشت.
دیاسپورای اوکراینی در سال ۱۹۳۱ میلادی، را می‌توان به شرح زیر شمارش کرد:
| کشور                | تعداد (هزار نفر) |
| جمهوری‌های شوروی     | ۹/۰۲۰            |
| لهستان              | ۶/۸۷۶            |
| رومانی              | ۱/۲۰۰            |
| ایالات متحدۀ آمریکا | ۷۵۰              |
| چکسلواکی            | ۶۵۰              |
| کانادا              | ۴۰۰              |
| الباقی              | ۳۶۸.۵            |
| در کل               | ۱۹/۲۶۴.۵         |

در جمهوری شوروی سوسیالیستی اوکراین، ۲۵/۳۰۰/۲۷۸ اوکراینی وجود داشت.